# 天香具山 (宮崎県)
天香具山（あまのかぐやま）は、宮崎県西臼杵郡高千穂町にある山である。

## 概要
標高599.7m。高千穂町の市街地から北東へ約3kmのところにある。東麓には岩戸川が流れる。山の西側の尾根続きには標高605mの天香山がある。